# Kulintang
 (septembre 2022).
Le kulintang ou kolintang est un instrument de musique à percussion d'Asie du Sud-Est insulaire, notamment aux Philippines et en Indonésie.

## Facture
Il se compose de huit à douze petits gongs posés horizontalement l'un à côté de l'autre sur un support et qui émettent différentes notes lorsqu'on les frappe à l'aide de mailloches. Il est en cela similaire à ceux du gamelan javanais.  

## Jeu
Souvent – dans les groupes de musique – le kulintang est combiné à d'autres instruments percussifs jouant en même temps ou l'un après l'autre, comme l'angklung.  

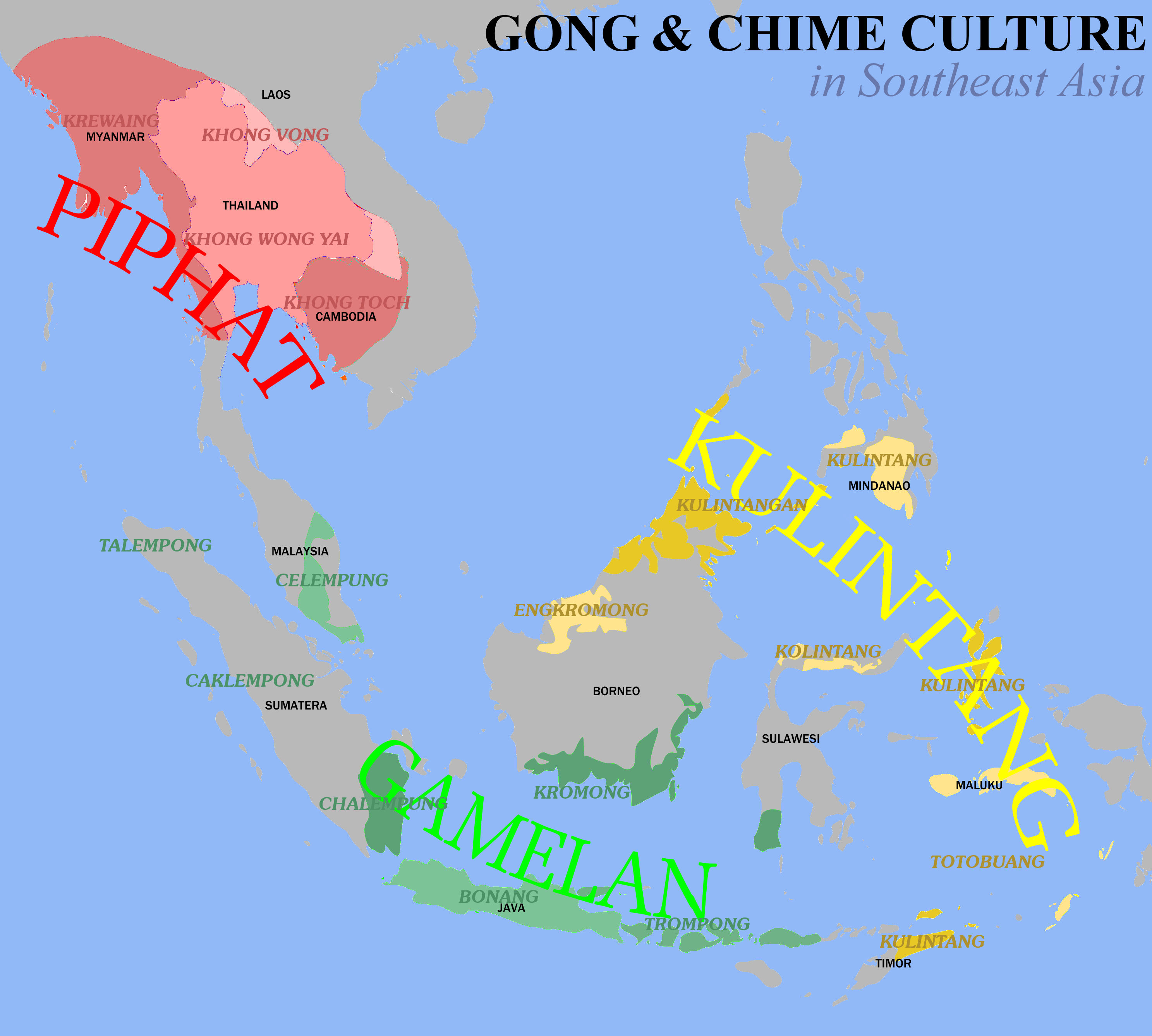
Aire d'extension du kulintang

## Reconnaissance
Les pratiques et expressions culturelles liées au balafon et au kolintang au Mali, au Burkina Faso, en Côte d'Ivoire et en Indonésie sont inscrites sur la liste représentative du patrimoine culturel immatériel de l'humanité par l'UNESCO en 2024.